# Etiópia az 1964. évi nyári olimpiai játékokon
Etiópia a japán Tokióban megrendezett 1964. évi nyári olimpiai játékok egyik részt vevő nemzete volt. Az országot az olimpián 3 sportágban 12 sportoló képviselte, akik összesen 1 érmet szereztek.

## Érmesek
| Érem  | Versenyző    | Sportág  | Versenyszám   |
| ----- | ------------ | -------- | ------------- |
| Arany | Abebe Bikila | Atlétika | Férfi maraton |

## Atlétika
Férfi
| Versenyző       | Versenyszám | Előfutam | Előfutam | Előfutam | Negyeddöntő | Negyeddöntő | Negyeddöntő | Elődöntő | Elődöntő | Elődöntő | Döntő         | Döntő         |
| Versenyző       | Versenyszám | Idő      | Hely.    | Össz.    | Idő         | Hely.       | Össz.       | Idő      | Hely.    | Össz.    | Idő           | Helyezés      |
| --------------- | ----------- | -------- | -------- | -------- | ----------- | ----------- | ----------- | -------- | -------- | -------- | ------------- | ------------- |
| Tegegne Bezabeh | 200 m       | 22,03    | 6.       | 44.      | kiesett     | kiesett     | kiesett     | kiesett  | kiesett  | kiesett  | kiesett       | kiesett       |
| Tegegne Bezabeh | 400 m       | 46,73    | 3.       | 7.       | 47,23       | 3.          | 19.         | 47,1     | 7.       | 14.      | kiesett       | kiesett       |
| Mamo Sebsibe    | 800 m       | 1:52,8   | 8.       | 36.      |             |             |             | kiesett  | kiesett  | kiesett  | kiesett       | kiesett       |
| Mamo Sebsibe    | 1500 m      | 3:45,8   | 7.       | 15.*     |             |             |             | kiesett  | kiesett  | kiesett  | kiesett       | kiesett       |
| Mamo Wolde      | 10 000 m    |          |          |          |             |             |             |          |          |          | 28:31,8       | 4.            |
| Mamo Wolde      | Maraton     |          |          |          |             |             |             |          |          |          | nem ért célba | nem ért célba |
| Abebe Bikila    | Maraton     |          |          |          |             |             |             |          |          |          | 2:12:11       |               |
| Demissie Wolde  | Maraton     |          |          |          |             |             |             |          |          |          | 2:21:25       | 10.           |

* - egy másik versenyzővel azonos időt ért el

## Kerékpározás

### Országúti kerékpározás
| Versenyző                                                              | Versenyszám     | Idő                    | Helyezés      |
| ---------------------------------------------------------------------- | --------------- | ---------------------- | ------------- |
| Suleman Ambaye                                                         | Mezőnyverseny   | nem ért célba          | nem ért célba |
| Fisihasion Ghebreyesus                                                 | Mezőnyverseny   | nem ért célba          | nem ért célba |
| Yemane Negassi                                                         | Mezőnyverseny   | nem ért célba          | nem ért célba |
| Mikael Saglimbeni                                                      | Mezőnyverseny   | 4:39:51,83 (+0:00,20)  | 79.           |
| Suleman Ambaye Fisihasion Ghebreyesus Yemane Negassi Mikael Saglimbeni | Csapat időfutam | 2:53:52,25 (+27:21,06) | 26.           |

## Ökölvívás
| Versenyző            | Versenyszám   | Selejtező                 | 32-es főtábla                  | Nyolcaddöntő      | Negyeddöntő       | Elődöntő          | Döntő             | Helyezés |
| Versenyző            | Versenyszám   | Ellenfél Eredmény         | Ellenfél Eredmény              | Ellenfél Eredmény | Ellenfél Eredmény | Ellenfél Eredmény | Ellenfél Eredmény | Helyezés |
| -------------------- | ------------- | ------------------------- | ------------------------------ | ----------------- | ----------------- | ----------------- | ----------------- | -------- |
| Abebe Mekonnen       | Könnyűsúly    | Mario Serrano (MEX) · 0-5 | kiesett                        | kiesett           | kiesett           | kiesett           | kiesett           | 33.      |
| Tadesse Gebregiorgis | Kisváltósúly  | erőnyerő                  | Om Prasad Pun (NEP) · kizárták | kiesett           | kiesett           | kiesett           | kiesett           | 17.      |
| Bekele Alemu         | Nagyváltósúly |                           | Kurt Mattsson (FIN) · 1-4      | kiesett           | kiesett           | kiesett           | kiesett           | 17.      |